# Бабенковка Вторая
Бабенковка Вторая (укр. Бабенківка Друга) — село в Каланчакской поселковой общине Скадовского района Херсонской области Украины.
Население по переписи 2001 года составляло 266 человек. Почтовый индекс — 75811. Телефонный код — 5530. Код КОАТУУ — 6523284402.

## История
В 1946 году указом ПВС УССР село Керменчук Четвёртый переименовано в Бабенковку Вторую.

## Местный совет
75811, Херсонская обл., Каланчакский р-н, с. Приволье, переул. Школьный